# فرانك أوسوريو
فرانك أوسوريو (بالإسبانية: Frank Osorio)‏ هو دراج كولومبي، ولد في 28 أغسطس 1988 في El Carmen de Viboral ‏ في كولومبيا.

## وصلات خارجية
- فرانك أوسوريو على موقع أرشيف الدراجات (الإنجليزية)
- فرانك أوسوريو على موقع إحصائيات الدراجات الإحترافية (الإنجليزية)
- فرانك أوسوريو على موقع نسبة الدراجات (الإنجليزية)